# فيليم ألكساندر (ملك هولندا)
ڨيليم ألكساندر كلاوس جورج فرديناند (بالهولندية: Willem-Alexander Claus George Ferdinand) ‏ (27 أبريل 1967 –)، ملك هولندا منذ 30 أبريل 2013. هو أكبر أبناء الملكة بياتريكس ملكة هولندا وزوجها الأمير كلاوس.

## عن حياته
تعلم في المدرسة الثانوية البروستانتية في مدينة لاهاي، وبعدها أدى الخدمة العسكرية في «البحرية الملكية الهولندية» وذلك من أغسطس عام 1985 إلى يناير عام 1987، كما تلقى تدريبه في «الكلية البحرية الملكية الهولندية». وفي عام 1987 انضم إلى «جامعة لايدن» ودرس التاريخ، وحصل على الشهادة الأكاديمية بعام 1993.

## تدريبه العسكري وعمله
أدى فيليم ألكساندر خدمته العسكرية في البحرية الملكية الهولندية من أغسطس 1985 حتى يناير 1987، وذلك في الفترة الممتدة بين التعليم الثانوي والتعليم الجامعي. برتبة ملازم، تلقى تدريبه في الكلية البحرية الملكية الهولندية وفرقاطتي صاحب الجلالة ترومب وصاحب الجلالة أبراهام كريجنسن. في عام 1988، تلقى تدريبًا إضافيًا في سفينة صاحب الجلالة فإن كينسبرجين، وترقى ليصبح نقيب مبتدئ (ضابط حراسة).
كجندي احتياطي في البحرية الملكية الهولندية، ترقى فيليم ألكساندر إلى رتبة رائد بحري في عام 1995 ومقدم في عام 1997 وعقيد في عام 2001 وثم عميد بحري في عام 2005. وكجندي احتياطي في القوات البرية الهولندية، ترقى فيليم إلى رتبة رائد ( فوج حرس البنادق والقنابل) في عام 1995 ومقدم في عام 1997 وعقيد في عام 2001 وعميد في عام 2005. وكجندي احتياطي في سلاح الجو الملكي الهولندي، شغل فيليم منصب قائد سرب في عام 1995، وترقى إلى رتبة عميد طيار في عام 2005. وكجندي احتياطي في الشرطة العسكرية الملكية الهولندية، حصل فيليم على رتبة عميد في عام 2005.
قبل توليه منصب الملك في عام 2013، تسرح فيليم ألكساندر بشرف من القوات المسلحة. أعلنت الحكومة عن عدم إمكانية مزاولة رأس الدولة عمله في القوات المسلحة؛ إذ تعتبر الحكومة نفسها القائد الأعلى للقوات المسلحة. بصفته ملكًا، يستطيع فيليم ألكساندر ارتداء زي عسكري يحمل شارة ملكية، ولكن دون رتبه السابقة.

## أنشطته واهتماماته الاجتماعية

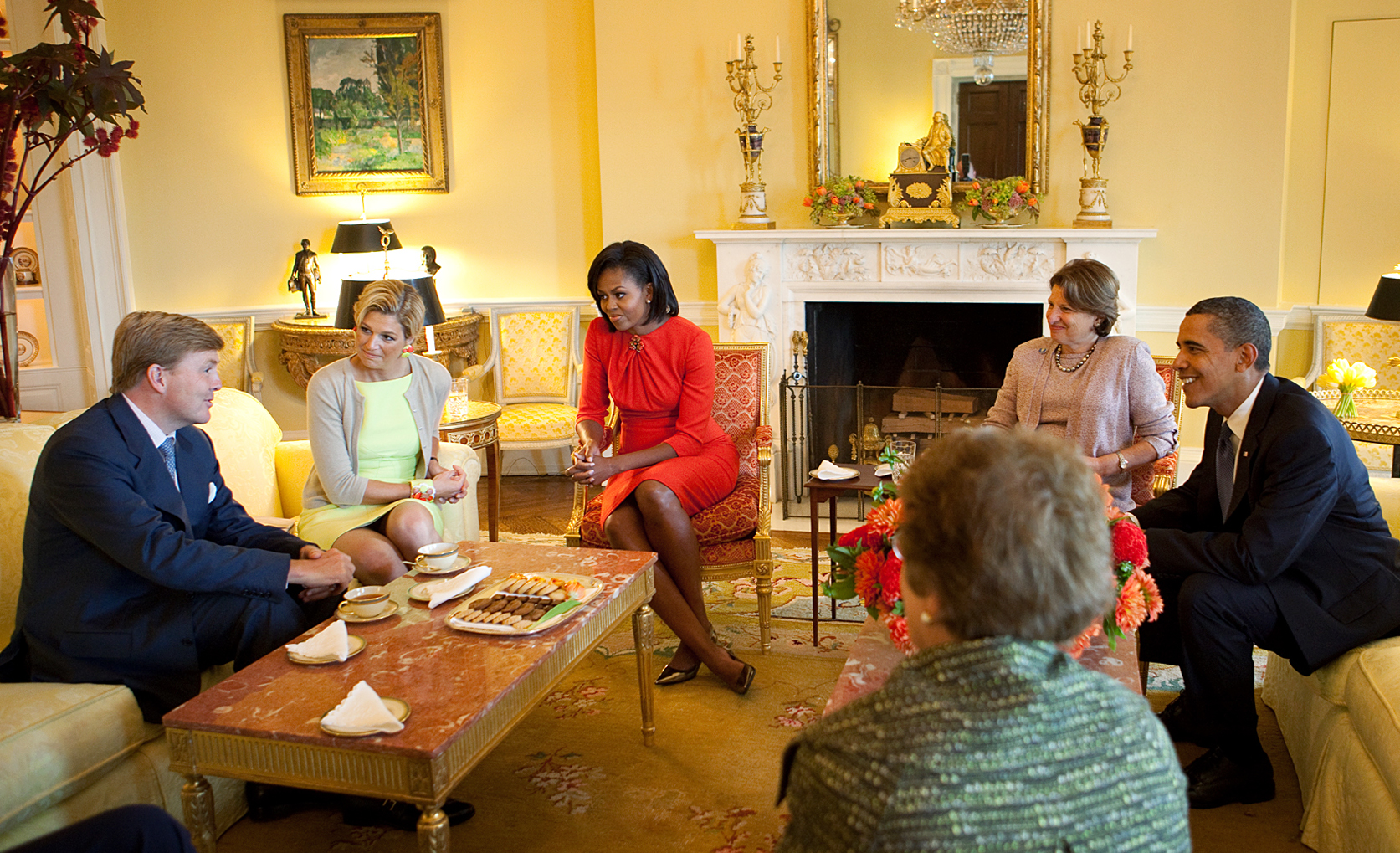
لقاء الأمير فيليم ألكساندر والأميرة ماكسيما بميشيل وباراك أوباما وفاي هارتوغ ليفين في البيت الأبيض عام 2009

بعد بلوغه سن الثامنة عشر في عام 1985، أصبح فيليم ألكساندر عضوًا في مجلس الدولة بهولندا، وهو أعلى مجلس في الحكومة الهولندية يقوده رأس الدولة (الملكة بياتريكس آنذاك).
اهتم فيليم ألكساندر بإدارة المياه وقضايا الرياضة، وكان عضوًا فخريًا في اللجنة العالمية للمياه في القرن الحادي والعشرين وراعيًا للشراكة العالمية للمياه، وهي هيئة أنشأها البنك الدولي والأمم المتحدة ووزارة التنمية السويدية. شغل منصب رئيس المجلس الاستشاري للأمين العام للأمم المتحدة في شؤون المياه والصرف الصحي في 12 ديسمبر 2006.
في 10 أكتوبر 2010، ذهب فيليم ألكساندر وماكسيما إلى عاصمة جزر الأنتيل الهولندية -ويلمستاد- نيابةً عن والدته (الملكة) لحضور حفل تفكك جزر الأنتيل.
كان راعيًا للجنة الألعاب الأولمبية الهولندية حتى عام 1998، حين أصبح عضوًا في اللجنة الأولمبية الدولية. بعد توليه عرش هولندا، تخلى فيليم عن عضويته، وحصل على الوسام الأولمبي الذهبي في الدورة 125 للجنة الأولمبية الدولية. أعرب فيليم عن دعمه استضافة الألعاب الأولمبية الصيفية لعام 2028، للاحتفال بالذكرى المئوية لدورة الألعاب الأولمبية الصيفية التي أقيمت في أمستردام عام 1928.
كان فيليم عضوًا في مجلس الإشراف على البنك المركزي الهولندي، وعضوًا في المجلس الاستشاري لمنتدى مجتمع المعلومات للحكومة والشركات والمجتمع المدني، وراعِ ليوم المحاربين القدامى بالإضافة إلى العديد من المناسبات والعديد من الوظائف الأخرى.

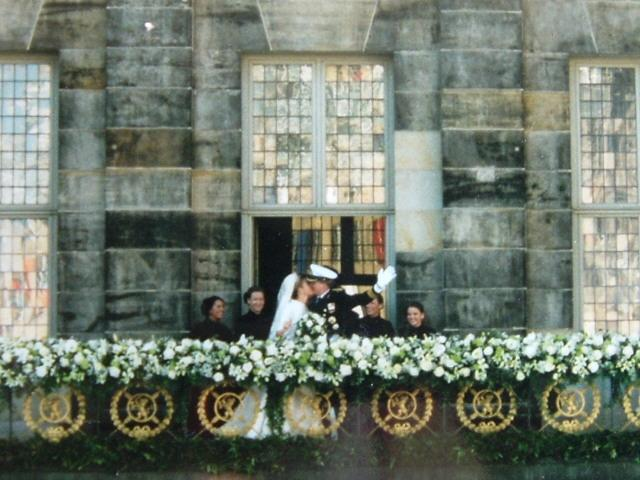
الأمير فيليم ألكساندر والأميرة ماكسيما يتبادلان القبلات على شرفة القصر الملكي بأمستردام في يوم زفافهما عام 2002

## الزواج
في أبريل من عام 1999 التقى في حفل بإشبيلية بالأرجنتينية من أصول إسبانية وإيطالية ماكسيما زوريجويتا؛ وفي أغسطس من نفس العام قضى عطلة معها ومع أسرتها، كتبت بعدها الصحف الهولندية عن توقعاتها بوجود علاقة حب بينهما، إلا إن الصحف اكتشفت أن والدها كان وزيراً للزراعة في عهد الديكتاتور خورخه فيديلا والذي اختفى خلالها آلاف الناس، كما أن الصحف اكتشفت أيضاً أن والديها كانا يساندان الدكتاتور بشكل علني، وحدثت احتجاجات في هولندا على زواج وريث العرش منها كون الشك كان يدور حول أن والدها على الأقل كان يعلم بالإعدامات أثناء وجوده في السلطة، ومن خلال بحث سري قامت به هولندا برئاسة رئيس الوزراء إتضح فيه بأن والدها كان على علم بالإعدامات لكنه لم يشترك شخصياً بذلك، ولذلك تقرر منعه من حضور الزواج. وفي يوم عيد ميلادها الثلاثين الموافق 17 مايو 2001 منحت ماكسيما زوريجويتا الجنسية الهولندية بعد قرار من البيت الملكي كي تتمكن من الزواج به وتصبح عضوة في العائلة المالكة. وفي 3 يوليو 2001 منحه البرلمان الموافقة على الزواج منها، وتم الزواج في 2 فبراير 2002، وأنجبا ثلاث فتيات هما:
- الأميرة كاترينا أماليا (ولدت بعام 2003).
- الأميرة ألكسيا (ولدت بعام 2005).
- الأميرة أرين (ولدت بعام 2007).

## تولي العرش

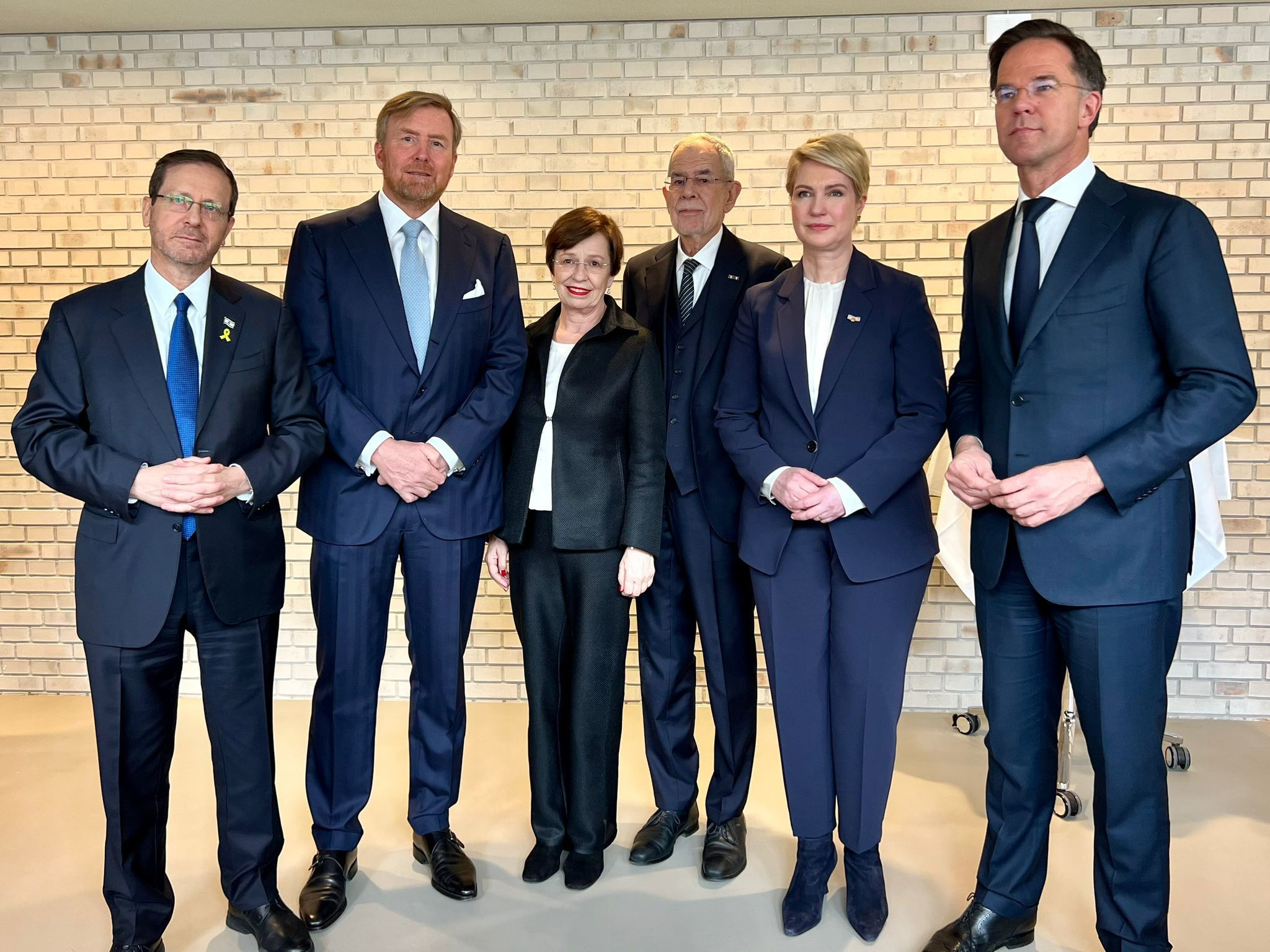
زيارة إسحاق هيرتزوج إلى هولندا، مارس 2024

في 30 أبريل، 2013، في «يوم الملكة» نُصب ألكساندر ملكاً على هولندا بعد أن وقعت والدته بياتريكس أوراق تنازلها عن العرش. وقد حضر الحدث ولاة العهد في اليابان والدنمارك وبريطانيا والسويد. وتجمع المواطنون في ميدان دام في العاصمة الهولندية لمشاهدة مراسم التنازل عن العرش. وجرت مراسم التتويج في الكنيسة الجديدة بجوار القصر الملكي.

## روابط خارجية
- فيليم ألكساندر ملك هولندا على موقع الموسوعة البريطانية (الإنجليزية)
- فيليم ألكساندر ملك هولندا على موقع مونزينجر (الألمانية)
- فيليم ألكساندر ملك هولندا على موقع أوليمبيديا (الإنجليزية)